# Замчики
Замчики — зупинний пункт Жмеринської дирекції Південно-Західної залізниці, лінія Калинівка — Старокостянтинів. Розташований у селі Степок на території Старокостянтинівського району Хмельницької області. Знаходиться за 2 км від с. Самчики, де зберігся унікальний палацово-парковий ансамбль.
Тут зупиняється двічі на день дизель-поїзд «Хмельницький — Вінниця» (квиток можна купити також і в поїзді).